# يانه أندرسون
جان أندرسون (بالسويدية: Jan Andersson)‏ (29 سبتمبر 1962 أوربرو السويد - ) هو لاعب كرة قدم سويدي يلعب كمهاجم.

## وصلات خارجية
يانه أندرسون على موقع قاعدة بيانات كرة القدم.إي يو (الإنجليزية)
- يانه أندرسون على موقع ناشيونال فوتبول تيمز (الإنجليزية)
- يانه أندرسون على موقع عالم كرة القدم.نت (الإنجليزية)